# Orthotrichum calvum
Orthotrichum calvum là một loài Rêu trong họ Orthotrichaceae. Loài này được Hook. f. & Wilson mô tả khoa học đầu tiên năm 1854.